# Apatelodes jessica
Apatelodes jessica is een vlinder uit de familie van de Apatelodidae. De wetenschappelijke naam van de soort is voor het eerst geldig gepubliceerd in 1926 door Harrison Gray Dyar.